# Jarno Mobach
Jarno Mobach (Philippine, 17 augustus 1998) is een Nederlands voormalig wielrenner

## Carrière
In 2015 won Mobach de Belgische eendagskoers Menen-Kemmel-Menen met een voorsprong van tien seconden op Ramon van Bokhoven. De strijd om de derde plaats werd gewonnen door Bram Welten. Acht dagen later wist Mobach een sprintend peloton voor te blijven in de derde etappe van de juniorenversie van de Ronde van Opper-Oostenrijk. De Belg Cédric Beullens werd vijf seconden later tweede.
In 2016 won Mobach de juniorenversie van Parijs-Roubaix, Le Pavé de Roubaix, door met een voorsprong van vier seconden op Nils Eekhoff over de eindstreep te komen. In augustus werd bekend dat hij vanaf 2017 deel zou gaan uitmaken van de nieuw opgerichte opleidingsploeg van Team Giant-Alpecin. Een maand nam hij deel aan het Europese kampioenschap. In de tijdrit werd hij zesde, twee dagen later eindigde hij op de dertiende plaats in de wegwedstrijd. Beide titels gingen naar een Fransman: Alexys Brunel won de strijd tegen de klok, Nicolas Malle de wegwedstrijd. Tijdens de wereldkampioenschappen werd hij tiende in de tijdrit voor beloften.
In het seizoen 2017 maakte Mobach deel uit van de opleidingsploeg van Team Sunweb. In juni werd hij vijfde in het nationale kampioenschap tijdrijden voor beloften, dat werd gewonnen door Julius van den Berg. Drie maanden later was hij de beste in de laatste etappe van de Olympia's Tour, waardoor hij naar de elfde plaats in het eindklassement steeg.
Op 1 mei 2018 begon hij met geringe voorsprong in de leiderstrui aan de slotetappe van de Ronde van Bretagne maar verloor deze weer en werd uiteindelijk vijfde in het eindklassement . 
Later op het jaar werd Mobach vierde op het nationale kampioenschap tijdrijden voor beloften te Bergen op Zoom waar hij 21 seconden moest toegeven op winnaar Hartthijs de Vries .
In september  werd het contract van Jarno Mobach met twee jaar verlengd bij de Duitse opleidingsploeg van Team Sunweb. . Vanaf 2021 rijdt hij voor de continentale formatie Leopard Pro Cycling uit Luxemburg.

## Overwinningen
2015
Menen-Kemmel-Menen
3e etappe Ronde van Opper-Oostenrijk, Junioren
2016
Parijs-Roubaix, Junioren
2017
6e etappe Olympia's Tour
2020
2e etappe B Ronde van de Isard (ploegentijdrit)

## Ploegen
- 2017 –  Development Team Sunweb
- 2018 –  Development Team Sunweb
- 2019 –  Development Team Sunweb
- 2020 –  Development Team Sunweb
- 2021 –  Leopard Pro Cycling
- 2022 –  Leopard Pro Cycling
- 2023 –  VolkerWessels Cycling Team

Bétouigt-Suire · Eekhoff · Gall · Goos · Gressier · Kanter · Mobach · Nieuwenhuis · Rohde · Salmon · Stork · Zepuntke
Eekhoff · Gall · Heinschke · Hirschi · Kanter · Märkl · Mobach · Nieuwenhuis · Salmon · Stork · Tu · Vanoverberghe